# 乐园站
乐园站（朝鲜语：／ Ragwŏn yŏk */?）是朝鲜首都平壤地铁革新线东起讫站点，于1975年9月9日随2号线一同启用。

## 车站周边
- 大城山：大城山城、遊園地、革命烈士陵等景点